# Trisha Yearwood
Patricia Lynn "Trisha" Yearwood, född 19 september 1964 i Monticello, Georgia, är en amerikansk countrysångerska, skådespelerska och författare. Hon är gift med Garth Brooks sedan 10 december 2005.
Yearwood har haft en återkommande gästroll i TV-serien På heder och samvete och har även medverkat i flera andra TV-produktioner. Dessutom är hon författare till ett antal kokböcker.

## Diskografi

### Studioalbum
- Trisha Yearwood (1991)
- Hearts in Armor (1992)
- The Song Remembers When (1993)
- The Sweetest Gift (1994)
- Thinkin' About You (1995)
- Everybody Knows (1996)
- Where Your Road Leads (1998)
- Real Live Woman (2000)
- Inside Out (2001)
- Jasper County (2005)
- Heaven, Heartache and the Power of Love (2007)
- Christmas Together (2016) (tillsammans med Garth Brooks)

### Samlingsalbum
- Discover Trisha Yearwood (1996)
- (Songbook) A Collection Of Hits (1997)
- The Collection (2006) (dubbel-CD)
- Greatest Hits (2007)
- Love Songs (2008)
- Icon: Trisha Yearwood (2010)
- Ballads (2013)
- PrizeFighter: Hit After Hit (2014)